# خانم دو وره (رقص انگلیسی)
خانم دو وره یا رقص انگلیسی (فرانسوی: Miss de Vère‎) یک فیلم صامت و کوتاه فرانسوی به کارگردانی ژرژ ملی‌یس است که در سال ۱۸۹۶ منتشر شد.
در حال حاضر این فیلم، یک فیلم گمشده است، اما در یک فلیپ‌بوک تهیه‌شده توسط لئون بولیو در حدود سال‌های ۱۸۹۶-۱۸۹۷، که در اواسط دهه ۲۰۱۰ در یک مجموعه خصوصی دوباره کشف شد، به‌نظر می‌رسد بخشی از فیلم حفظ شده باشد.